# (64980) 2002 AP23
2002 أي بي 23 (ويعرف أيضًا باسم (64980) 2002 أي بي 23 وفق تسمية الكوكب الصغير) (بالإنجليزية: 2002 AP23)‏ هو كويكب ضمن حزام الكويكبات؛ وترتيبه 64980 من حيث الاكتشاف.
اكتُشف هذا الجُرم الفلكي بواسطة تعقب الأجرام القريبة من الأرض في 5 يناير 2002.

## وصلات خارجية
- (64980) 2002 AP23 في قاعدة بيانات مختبر الدفع النفاث لأجرام النظام الشمسي الصغيرة

- الاكتشاف · مخطط المدار ·  العناصر المدارية · المعلمات المادية

- (64980) 2002 AP23 على موقع ويكي سكاي: DSS2, SDSS, GALEX, IRAS, Hydrogen α, X-Ray, Astrophoto, Sky Map, Articles and images